# Mercer Ellington

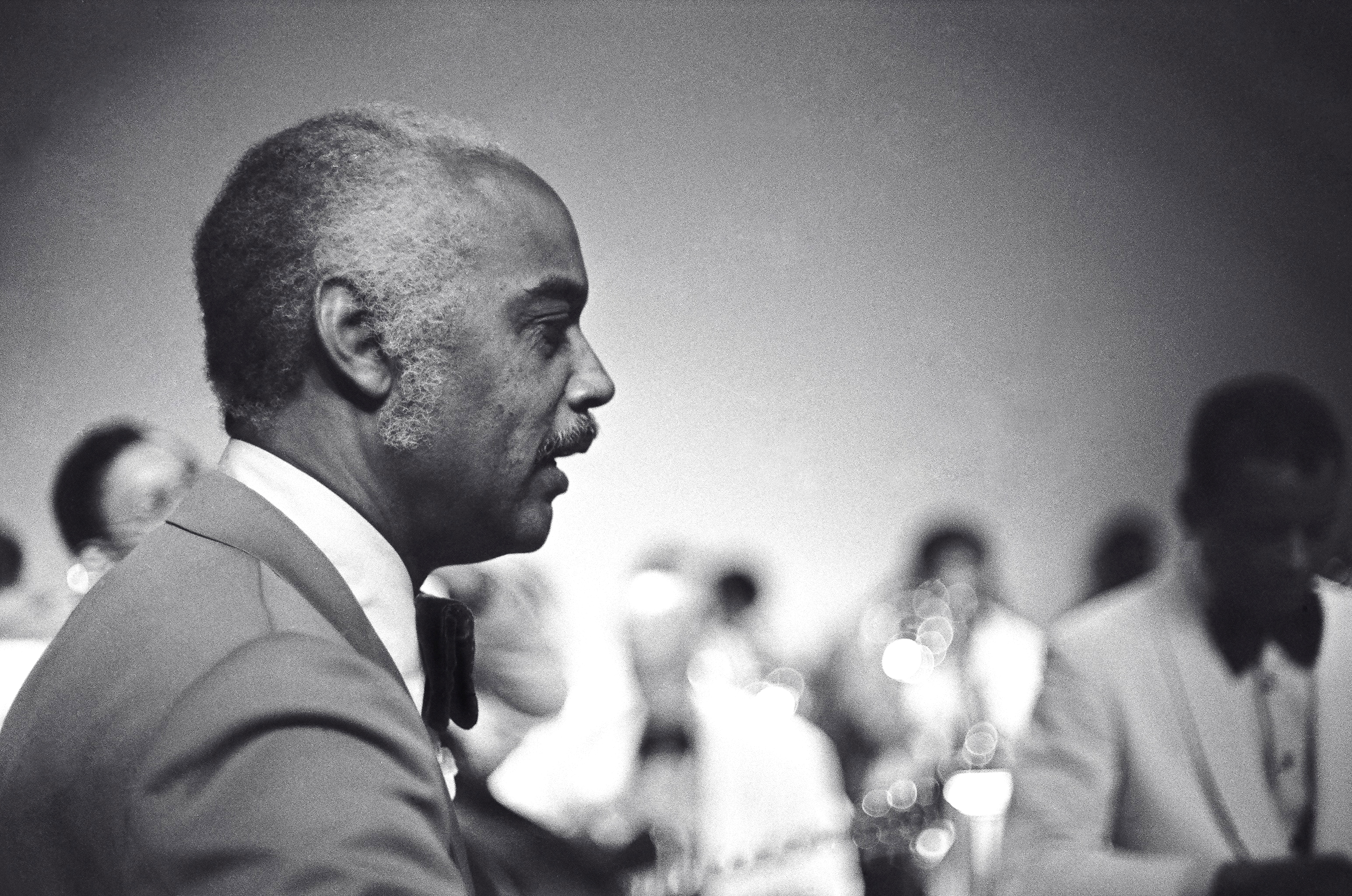
Mercer Ellington (1975)

Mercer Ellington (Washington, 11 maart 1919 - Kopenhagen, 8 februari 1996) was een Amerikaanse jazztrompettist, componist en arrangeur. Hij was de zoon van de beroemde bandleider Duke Ellington in wiens orkest hij ook heeft gespeeld. Voor zijn vader componeerde hij onder meer 'Things ain't what they used to be' en 'Blue Serge'.
Mercer Ellington was ook zelf bandleider: hij had een orkest in 1939, van 1946 tot 1949 en in 1959. Sommige muzikanten die bij hem speelden, werkten later bij zijn vader of werden zelf beroemd, zoals Dizzy Gillespie, Kenny Dorham, Idrees Sulieman, Chico Hamilton, Charles Mingus en Carmen McCrae. Zijn bands hadden echter niet al te veel succes.
Van 1940 tot 1941 componeerde hij voor zijn vader. Sommige composities werden standards: 'Things ain't what they used to be', 'Moon mist' en 'Blue Serge'. Hij werkte als roadmanager voor het orkest van Cootie Williams (1941-1943, 1954) en speelde  hoorn bij zijn vader in 1950. Van 1955 tot 1959 was hij voor diens orkest manager. In 1960 werkte hij voor Della Reese als musical director. Daarna was hij onder meer diskjockey voor een station in New York. In 1965 speelde hij weer in het orkest van zijn vader en was hij manager. Na de dood van Duke Ellington, nam hij de leiding van het orkest over. Het orkest, waarin ook zijn zoons Edward en Paul zouden spelen, toerde onder meer in Europa. Mercer Ellington had de leiding van het orkest tot zijn dood. Begin jaren tachtig was hij de dirigent van de Broadway-musical over de muziek van zijn vader.
Mercer Ellington stierf aan een hartaanval.

## Discografie
- Black and Tan Fantasy, MCA, 1958
- Steppin' into Swing Society, Coral, 1958
- Colors in Rhythm, Coral, 1959
- Continuum, Fantasy, 1974
- Hot and Bothered, Doctor jazz, 1984
- Digital Duke, GRP, 1987
- Music is my Mistress, Music Masters, 1989
- Take the Holiday Train (kerstmis-songs), Special Music, 1992
- Only God can make a Tree, Music Masters, 1996

- Bibsys: 1005257
- Biblioteca Nacional de España: XX1116098
- Bibliothèque nationale de France: cb138936397 (data)
- CiNii: DA05408802
- Gemeinsame Normdatei: 121471128
- International Standard Name Identifier: 0000 0000 5931 2624
- Library of Congress Control Number: n82132821
- MusicBrainz: a86ce05d-ba80-4e65-8091-12835bad02d3
- National Archives and Records Administration: 10568422
- Nationale Bibliotheek van Tsjechië: ola2002159318
- Nationale bibliotheek van Australië: 64406329
- Nationale Bibliotheek van Israël: 987007447643205171
- Nederlandse Thesaurus van Auteursnamen: 072079533
- Réseau des bibliothèques de Suisse occidentale: 02-A011259274
- SNAC: w68q6r55
- Système universitaire de documentation: 244339384
- Trove: 1775224
- Virtual International Authority File: 49407805
- WorldCat: E39PBJtcHJ9vhW93V67wgMBkjC